# 須玉町
須玉町（すたまちょう）は、山梨県北西部の北巨摩郡にあった町。
町名の由来は町内を流れる川、須玉川から。
2004年（平成16年）11月1日に須玉町を含めた北巨摩郡7町村が合併、北杜市となった。
須玉は「すたま」と読むのが正式であるが、「すだま」という読みも間違いではない。

## 地理
町の北部、長野県との県境付近は奥秩父山塊の西端に位置する。
- 山：瑞牆山、小川山、横尾山、茅ヶ岳
- 河川：釜無川、塩川、須玉川

### 隣接していた自治体
- 山梨県
  - 甲斐市、甲府市、韮崎市
  - 北巨摩郡：高根町、長坂町、明野村、武川村
- 長野県
  - 南佐久郡：川上村、南牧村

## 歴史

### 先史・古代
八ヶ岳南麓地域は旧石器時代から縄文時代の遺跡が数多く分布する地域である。町域においては旧石器時代には掻器などの遺物が出土しているのみであるが、縄文時代には遺跡数が増加し、塩川や須田川流域には大規模集落が分布している。縄文期には人面装飾付土器や土鈴など学史上重要な遺物も出土しており、縄文後期には配石遺構も見られる。
峡北地域においては古墳の分布が希薄であるが、若神子には6世紀後半代から7世紀に築造された横穴式石室を持つ湯沢古墳群が所在する。湯沢古墳群は町域唯一の古墳として知られ、甲府盆地西部の巨摩郡において後期古墳を築造した勢力が、当地にまで勢力を及ぼしていたと考えられている。
古代の律令制下では、『和名類聚抄』に見られる巨麻郡速見郷に比定されている。平安時代後期には常陸国から源義清・清光親子が甲斐国へ土着し、『尊卑分脈』によれば清光は「逸見」の地を拠点として「逸見冠者」を称したという。また、治承4年（1180年）9月に伊豆国における源頼朝の挙兵に端を発した治承・寿永の乱においては、『吾妻鏡』同年9月15日条によれば甲斐源氏の棟梁である武田信義が信濃国伊那郡大田切郷城（長野県駒ヶ根市）に出兵して菅冠者を討ち、帰路に「逸見山」に立ち寄ったとしている。源義光は若神子に居館を構えたとする伝承があり、義清建立を伝える正覚寺も所在している。これらの伝承から、『甲斐国志』では「逸見山」は若神子を指すとしている。

### 中世
鎌倉時代には、建長5年（1253年）10月21日の近衛家所所領目録に記載される逸見荘の南部に含まれ、比志は山小笠原荘、玉川流域は玉荘に含まれると考えられている。鎌倉末期から南北朝時代にかけて、逸見荘の荘主は甲斐守護の二階堂氏が務めている。
戦国時代には武川衆や津金衆など辺境武士団が配置され、国信国境の警備などにあたった。戦国期には武田氏の信濃侵攻が本格化し、若神子の地は軍事拠点となった。また、津金衆は天正10年（1582年）3月の武田氏滅亡後に発生した、甲斐・信濃の武田遺領を巡る天正壬午の乱においても活躍している。

### 近世・近現代
江戸時代後期には上小倉村出身の窪田幸左衛門は浅尾新田村（北杜市明野町）の窪田家の養子となり、茅ヶ岳南麓の浅尾堰・穂坂堰を惣代として開削した。窪田は天保10年（1839年）に惣代を辞職すると甲斐や信濃・駿河において用水路の開削を指導した。
近代の主要な生業は農業で、米麦・雑穀・野菜の栽培に昭和戦前期までは養蚕を組み合わせた形態が主流であった。米麦の生産量は山梨県内でも屈指であり、町域東部の江草・増富地域では林業や製炭も行われた。近代にも馬産地域として知られ、牧場経営が行われ子馬を売買する馬市も開かれた明治30年代には馬種の改良が侵攻され、1907年（明治40年）・1910年（明治43年）には若神子村でや山梨県産馬共進会が開催された。
教育面では1873年（明治6年）に津金村で下津金東泉院本堂を仮校舎とした公立小学校の津金学校が開校する。1875年（明治8年）には新校舎が落成し、山梨県令・藤村紫朗の主導した「藤村式建築」と呼ばれる和洋折衷の建築であった。
戦後には果樹や高原野菜の栽培に移行している。1976年（昭和51年）には中央自動車道・須玉インターチェンジが開業する。1977年（昭和52年）には須玉バイパスが開通し、交通機関の整備により産業が振興された。また、甲斐源氏ゆかりの地である歴史的資源を活かした観光業にも力を入れている。

### 沿革
- 1955年（昭和30年）3月31日 - 若神子村・穂足村・多麻村・津金村が合併して須玉町（すだまちょう）が発足。
- 1956年（昭和31年）9月30日 - 江草村を編入。
- 1959年（昭和34年）4月1日 - 増富村を編入。
- 1990年（平成2年）10月5日 - 「すだまちょう」から「すたまちょう」に改称。
- 2004年（平成16年）11月1日 - 高根町・長坂町・白州町・明野村・大泉村・武川村と合併して北杜市が発足。同日須玉町廃止。

## 地域

### 教育
- 山梨県立須玉商業高等学校（2001年（平成13年）、山梨県立北杜高等学校に統合）

- 須玉町立須玉中学校
- 須玉町立須玉小学校

## 交通

### 鉄道
- 中央本線が町内を通過するが駅などはない。

### 道路

#### 高速道路
- 中央自動車道
須玉インターチェンジ

#### 一般国道
- 国道141号（清里ライン）

#### 都道府県道
- 山梨県道17号茅野小淵沢韮崎線
- 山梨県道23号韮崎増富線（増富ラジウムライン）
- 山梨県道604号小倉百観音線
- 山梨県道609号清里須玉線
- 山梨県道619号箕輪須玉線

## 姉妹都市
- 東京都田無市（現、西東京市）
- 新潟県中頸城郡柿崎町（現、上越市）
- アメリカ合衆国アイオワ州リマース市

## 名所・旧跡・観光スポット・祭事・催事
- 秩父多摩甲斐国立公園
- 通仙峡
- 増富温泉郷：増富ラジウム温泉
- 根古屋神社の大ケヤキ：国の天然記念物
- 須玉美術館：オノサト・トシノブ作品を中心とした私設美術館(2015年6月16日より長期休館している。)

## 著名な出身者
- 上村英司 - 北杜市長
- 末木達男 -元東京都田無市(現西東京市)長
- 小尾十三 - 小説家
- 赤岡重樹 - 郷土史家
- 植松又次 - 郷土史家